# Inga-Britt Lindström
Orvokki Inga-Britt Lindström, född 12 januari 1942 i Vasa, är en finländsk-svensk arbetsterapeut.
Lindström, som är dotter till Olavi Vickström och Saga Rönn, avlade arbetsterapeutexamen 1968, genomgick lärarutbildning 1971, bedrev ämnesfördjupning i arbetsterapi 1974 och studerade forskningsmetodik 1978. Hon har arbetat med bland annat medicinsk rehabilitering, allmän medicin, njurmedicin, foniatri och handkirurgi. Hon var förbundsordförande i Förbundet Sveriges Arbetsterapeuter 1978–2008 och har även varit vice ordförande i SACO/SR-K:s representantskap. Hon har utgivit Arbetsterapi (1978).
Inga-Britt Lindström utsågs 2009 till hedersdoktor vid Sahlgrenska akademin. 